# 고레카와촌
고레카와촌(是川村)은 아오모리현 산노헤군에 설치되었던 촌이다.

## 연혁
- 1889년 4월 1일 - 정촌제 시행에 의해 산노헤군 시카와촌이 촌제를 시행하여 고레카와촌을 발족하였다.
- 1954년 12월 1일 - 하치노헤시에 편입되어 소멸하였다.

## 참고문헌
- 『市町村名変遷辞典』東京堂出版、1990年
- 『青森県市町村合併誌』423頁「第三編 第一章合併に至るまでの経緯の概要及び合併当時の市町村の状況 第三節八戸市」。